# بازار سیتی خدیجه
بازار سیتی خدیجه (به انگلیسی: Siti Khadijah Market) (مالایی:Pasar Besar Siti Khadijah) یک بازار در شهر کوتا بهارو، ایالت کلانتان، مالزی است.

## نام بازار
نامگذاری بازار به یاد همسر حضرت محمد، خدیجه که در آن دوران یک تاجر بود، انجام گرفته است. تمام فروشندگان در این بازار، زن هستند.

## تاریخچه
در ابتدا این بازار در سال ۱۹۸۵، تحت نام بازار بولوه کوبوه (مالایی: Pasar Besar Buluh Kubu) ایجاد شد و توسط سلطان اسماعیل پترا برای استفاده عموم افتتاح شد. سنگ بنای ساخت این بازار را تنگکو رزالیق حمزه گذاشت. نام این بازار در سال ۱۹۹۷، توسط منتری بسار ایالت کلانتان، نیک عبدالعزیز نیک مت تغییر پیدا کرد.

## معماری
بازار دارای چهار طبقه و به شکل هشت ضلعی است.

## اجناس بازار
مواد خوراکی تازه، غدای آماده، تنقلات و نوشیدنی‌های محلی در این بازار عرضه می‌شود.
طبقه پایین به مواد غذایی دارای رطوبت همچون ماهی، مرغ، سبزیجات و این چنین مواد اختصاص داده شده است. طبقه اول مختص به مواد غذایی خشک همچون سروندنگ است. اضافه بر این، در این طبقه انواع کیک سنتی کلانتان، اسپیکد فیش (spiked fish)، نودل برنج، ناسی داگانگ، لاکسامانا و سالاد پاپایای سبز به فروش می‌رسد. طبقه دوم و سوم به مواد غیر خوراکی اختصاص داده شده است.